# Liste der Baudenkmäler in Biebelried
Auf dieser Seite sind die Baudenkmäler in der unterfränkischen Gemeinde Biebelried zusammengestellt. Diese Tabelle ist eine Teilliste der Liste der Baudenkmäler in Bayern. Grundlage ist die Bayerische Denkmalliste, die auf Basis des Bayerischen Denkmalschutzgesetzes vom 1. Oktober 1973 erstmals erstellt wurde und seither durch das Bayerische Landesamt für Denkmalpflege geführt wird. Die folgenden Angaben ersetzen nicht die rechtsverbindliche Auskunft der Denkmalschutzbehörde.
 Diese Liste gibt den Fortschreibungsstand vom 15. April 2020 wieder und enthält 42 Baudenkmäler.

## Baudenkmäler nach Gemeindeteilen

### Biebelried
| Lage | Objekt                                           | Beschreibung | Akten-Nr.              | Bild              |
| --- | ------------------------------------------------ | --- | ---------------------- | ----------------- |
| Holzweg, am Bibergauer Weg (alter Wallfahrtsweg von Eibelstadt nach Dettelbach) (Standort)               | Bildstock                                        | Mit Pietà-Darstellung und Weinranken am Säulenschaft, wohl 18. Jahrhundert | D-6-75-113-14 Wikidata | weitere Bilder    |
| Hauptstraße 2 (Standort)                                                                                 | Katholische Pfarrkirche St. Johannis Enthauptung | Saalbau mit eingezogenem polygonalem Chorabschluss, Turm und Sakristei (ehemals Chor) 1606, Langhaus 1822, unter Verwendung älterer Teile; mit Ausstattung, Kruzifix und Salvator von Tilman Riemenschneider (aus dem Hochaltar des Würzburger Doms von 1510) | D-6-75-113-1 Wikidata  | weitere Bilder    |
| Hauptstraße 5 (Standort)                                                                                 | Wohnhaus                                         | Zweigeschossiger giebelständiger Walmdachbau mit geohrten Fensterrahmungen und Knöpfchenbesatz, um 1700, verändert; Wappen des Johann Philipp von Schönborn, Komthur des Johanniterordens von 1672 bis 1705, bezeichnet „ut palma florebit“ | D-6-75-113-2 Wikidata  | weitere Bilder    |
| Hauptstraße 7 (Standort)                                                                                 | Ehemaliges Pfarrhaus                             | Zweigeschossiger Sandsteinquaderbau mit Walmdach und Risalit, um 1870 | D-6-75-113-43 Wikidata | weitere Bilder    |
| Hauptstraße 11 (Standort)                                                                                | Ehemaliges Johanniterkastell, heute Hofanlage    | Teile der aus Buckelquadern geschichteten Außenmauern der quadratischen Anlage vor allem im Osten und Süden und des Kapitelsaales an der Westseite erhalten, mit spitzbogigen, schmalen Öffnungen (Schießscharten?), errichtet 1275 anstelle einer Burg des Bischofs von Würzburg durch den Johanniterkomtur Heinrich von Boxberg, Umbau 1452, Zerstörung im Bauernkrieg und im Dreißigjährigen Krieg, Abbruch des Bergfrieds und Neubau des Komturhauses 1728, weitere Reduzierung des mittelalterlichen Bestandes durch private Nutzung nach 1806 und 1814 | D-6-75-113-3 Wikidata  | weitere Bilder    |
| Hauptstraße 11 (Standort)                                                                                | Drei barocke Wappensteine von 1756               | Oberhalb der Tore zu den Wirtschaftsgebäuden und zum Garten | D-6-75-113-3 Wikidata  | weitere Bilder    |
| Hauptstraße 12 (Standort)                                                                                | Hausfigur                                        | Heiliger Josef mit Kind, 18./19. Jahrhundert | D-6-75-113-4 Wikidata  | weitere Bilder    |
| Hauptstraße 21 (Standort)                                                                                | Relief                                           | Plastische Gruppe, Krönung Mariä, barock, 18. Jahrhundert | D-6-75-113-5 Wikidata  | weitere Bilder    |
| Hauptstraße 29 (Standort)                                                                                | Bildstock                                        | Bezeichnet „1830“ | D-6-75-113-6 Wikidata  | weitere Bilder    |
| In Biebelried, nordwestlich des Ortsausganges nach Rottendorf, Ecke Effeldorfer Straße (Standort)        | Kreuzigungsgruppe                                | Christus am Kreuz, monumentales Kruzifix, mit Maria und Johannes (?) als Assistenzfiguren, grüner Sandstein, an der Rückseite bezeichnet „1674“ | D-6-75-113-13 Wikidata | Kreuzigungsgruppe |
| Johanniterstraße 10 (Standort)                                                                           | Hofanlage, Wohnhaus                              | Zweigeschossiger Halbwalmbau mit geohrter Fensterrahmung, Malteserkreuz mit Initialen B. K. und Jahreszahl 1792 | D-6-75-113-7 Wikidata  | weitere Bilder    |
| Johanniterstraße 12 (Standort)                                                                           | Hoftorpfosten                                    | Mit Kugelaufsätzen, 19. Jahrhundert | D-6-75-113-8 Wikidata  | weitere Bilder    |
| Kellerbergstraße (Standort)                                                                              | Bildsäule                                        | Mit Vesperbild, Sandstein, Frucht- und Blumengehänge, farbig gefasst, um 1700 | D-6-75-113-9 Wikidata  | weitere Bilder    |
| Nähe Theilheimer Straße, im neuen Friedhof an der Theilheimer Straße, westlich von Biebelried (Standort) | Kreuzschlepper                                   | Christus unter dem Kreuze fallend, gestiftet von Leonhard Weiglein und seiner Frau Maria Catherina, bezeichnet „1727“; ehemals an der B 8, zweimaliger Standortwechsel, 1986 restauriert | D-6-75-113-12 Wikidata | BW                |
| Würzburger Straße 10 (Standort)                                                                          | Wappenstein derer von Schönborn                  | Sandstein, barock, 17. Jahrhundert | D-6-75-113-11 Wikidata | weitere Bilder    |

### Kaltensondheim
| Lage                                                       | Objekt                              | Beschreibung | Akten-Nr.              | Bild           |
| ---------------------------------------------------------- | ----------------------------------- | --- | ---------------------- | -------------- |
| Am Sulzfelder Weg 2 (Standort)                             | Bildstock                           | Mit Geburt Christi, reich dekorierter Aufsatz auf einer gewirrtelten Säule mit Engelsköpfchen, 17. Jahrhundert (Kopie); Bezeichnung am Sockel „1823“ | D-6-75-113-26 Wikidata | weitere Bilder |
| An den Dorfbrunnen; Im Giebel                              | Barocke Rahmungen und Relief        | Bezeichnet „1794“; nicht nachqualifiziert, im Bayerischen Denkmal-Atlas nicht kartiert                                                               | D-6-75-113-18 Wikidata | BW             |
| An den Dorfbrunnen 2 (Standort)                            | Hofanlage, Wohnhaus                 | Zweigeschossiger Sandsteinquaderbau mit Halbwalmdach und Solbankgesims, bezeichnet „1854“                                                            | D-6-75-113-23 Wikidata | weitere Bilder |
| An den Dorfbrunnen 2 (Standort)                            | Hofanlage, Scheune                  | | D-6-75-113-23 Wikidata | BW             |
| An den Dorfbrunnen 2 (Standort)                            | Hofanlage, Nebengebäude             | | D-6-75-113-23 Wikidata | BW             |
| An den Dorfbrunnen 3 (Standort)                            | Simultanpfarrkirche St. Andreas     | Chorturmkirche, 1712; mit Ausstattung | D-6-75-113-15 Wikidata | weitere Bilder |
| An den Dorfbrunnen 24, im Erdgeschoss eingebaut (Standort) | Zwei barocke Fensterrahmungen       | Bezeichnet „1733“ | D-6-75-113-25 Wikidata | BW             |
| An den Dorfbrunnen 28 (Standort)                           | Relief                              | Vesperbild, 19. Jahrhundert | D-6-75-113-16 Wikidata | BW             |
| Hintere Gasse 2 (Standort)                                 | Hofanlage, Wohnhaus                 | Zweigeschossiger Sandsteinquaderbau mit Halbwalmdach, bezeichnet „1834“                                                                              | D-6-75-113-21 Wikidata | weitere Bilder |
| Hintere Gasse 2 (Standort)                                 | Hofanlage, Scheune und Nebengebäude | | D-6-75-113-21 Wikidata | weitere Bilder |
| Hintere Gasse 4 (Standort)                                 | Hofanlage, Wohnhaus                 | Zweigeschossiger Sandsteinquaderbau mit Halbwalmdach, bezeichnet „1845“                                                                              | D-6-75-113-20 Wikidata | weitere Bilder |
| Hintere Gasse 4 (Standort)                                 | Hofanlage, Scheune                  | | D-6-75-113-20 Wikidata | BW             |
| Hintere Gasse 4 (Standort)                                 | Hofanlage, Nebengebäude             | | D-6-75-113-20 Wikidata | weitere Bilder |
| Hintere Gasse 4 (Standort)                                 | Hofanlage, Hofeinfriedung           | | D-6-75-113-20 Wikidata | weitere Bilder |
| Hintere Gasse 8 (Standort)                                 | Hofanlage, Wohnhaus                 | Zweigeschossiger Sandsteinquaderbau mit Halbwalmdach, bezeichnet „1857“                                                                              | D-6-75-113-19 Wikidata | weitere Bilder |
| Hintere Gasse 8 (Standort)                                 | Hofanlage, Scheune                  | | D-6-75-113-19 Wikidata | BW             |
| Hintere Gasse 8 (Standort)                                 | Hofanlage, Nebengebäude             | | D-6-75-113-19 Wikidata | BW             |
| Hintere Gasse 8 (Standort)                                 | Hofanlage, Hofeinfriedung           | | D-6-75-113-19 Wikidata | weitere Bilder |
| Hintere Gasse 12 (Standort)                                | Hofanlage, Wohnhaus                 | Zweigeschossiger Krüppelwalmdachbau mit Eckpilastern, 1834                                                                                           | D-6-75-113-17 Wikidata | weitere Bilder |
| Hintere Gasse 12 (Standort)                                | Hofanlage, Scheune                  | | D-6-75-113-17 Wikidata | weitere Bilder |
| Hintere Gasse 12 (Standort)                                | Hofanlage, Nebengebäude             | | D-6-75-113-17 Wikidata | weitere Bilder |
| Hintere Gasse 12 (Standort)                                | Hofanlage, Hoftorpfosten            | Mit Pinienzapfenaufsätzen | D-6-75-113-17 Wikidata | weitere Bilder |
| Schmiedsgasse 2 (Standort)                                 | Hofanlage, Wohnhaus                 | Zweigeschossiger Sandsteinquaderbau mit Halbwalmdach und rundbogiger Toreinfahrt, bezeichnet „1845“                                                  | D-6-75-113-22 Wikidata | weitere Bilder |
| Nähe Schmiedsgasse (Standort)                              | Hofanlage, Scheune                  | | D-6-75-113-22 Wikidata | BW             |
| Nähe Schmiedsgasse (Standort)                              | Hofanlage, Nebengebäude             | | D-6-75-113-22 Wikidata | BW             |
| Schmiedsgasse 6 (Standort)                                 | Hoftor                              | Pfosten mit Kugelaufsätzen, Sandstein, 19. Jahrhundert                                                                                               | D-6-75-113-24 Wikidata | BW             |
| an der Straße nach Erlach (Standort)                       | Stein                               | Mit Kruzifixus aus Metall | D-6-75-113-27 Wikidata | BW             |
| Zimmerplatz, am Sulzfelder Weg (Standort)                  | Bildstock                           | Mit dreiflächigem Bildaufsatz, Kreuzträger und heiliger Kilian, bezeichnet „1750“, erneuert 1887                                                     | D-6-75-113-28 Wikidata | weitere Bilder |

### Westheim
| Lage                       | Objekt                                | Beschreibung | Akten-Nr.              | Bild           |
| -------------------------- | ------------------------------------- | --- | ---------------------- | -------------- |
| Beim Friedhof (Standort)   | Friedhof                              | Grabmale des 18. und 19. Jahrhundert                                                                                     | D-6-75-113-42 Wikidata | weitere Bilder |
| Beim Friedhof (Standort)   | Sandsteingrabmal                      | von 1834, Vase auf Sockel mit Schrifttafeln und Fruchtgehängen                                                           | D-6-75-113-42 Wikidata | weitere Bilder |
| Dorfstraße 8 (Standort)    | Reste eines barocken Schlösschens     | Im Wirtschaftsgebäude verbaut, mittleres, 18. Jahrhundert                                                                | D-6-75-113-41 Wikidata | BW             |
| Nähe Dorfstraße (Standort) | Gartenmauer                           | Bruchstein mit Barockpforte                                                                                              | D-6-75-113-41 Wikidata | weitere Bilder |
| Nähe Dorfstraße (Standort) | Grablege der Familie Groß von Trockau | Mit klassizistischem Grabdenkmal von 1831                                                                                | D-6-75-113-41 Wikidata | BW             |
| Dorfstraße 17 (Standort)   | Hoftorpfosten                         | Mit Aufsatz, Sandstein, bezeichnet „1783“                                                                                | D-6-75-113-31 Wikidata | weitere Bilder |
| Dorfstraße 18 (Standort)   | Wohnhaus                              | Zweigeschossiger Krüppelwalmdachbau, 18. Jahrhundert                                                                     | D-6-75-113-38 Wikidata | weitere Bilder |
| Dorfstraße 18 (Standort)   | Hoftor                                | Mit Kugelaufsätzen, bezeichnet „1782“                                                                                    | D-6-75-113-38 Wikidata | weitere Bilder |
| Dorfstraße 23 (Standort)   | Ehemaliges Pfarrhaus                  | Zweigeschossiger Halbwalmdachbau aus Bruchsteinmauerwerk, mit Eckpilastern und Geschossgesims, um 1820                   | D-6-75-113-33 Wikidata | weitere Bilder |
| Dorfstraße 23 (Standort)   | Rückgebäude                           | | D-6-75-113-33 Wikidata | weitere Bilder |
| Dorfstraße 27 (Standort)   | Bauernhaus                            | Zweigeschossiger Sandsteinquaderbau mit Halbwalmdach, um 1850                                                            | D-6-75-113-34 Wikidata | weitere Bilder |
| Dorfstraße 29 (Standort)   | Bauernhaus                            | Zweigeschossiger Halbwalmdachbau aus Bruchstein mit Hausteingliederungen, bezeichnet „1856“                              | D-6-75-113-35 Wikidata | weitere Bilder |
| Kirchgasse 1 (Standort)    | Wohnhaus                              | Zweigeschossiger Halbwalmdachbau, Bruchstein mit Hausteingliederungen, bezeichnet „1855“                                 | D-6-75-113-36 Wikidata | weitere Bilder |
| Kirchgasse 3 (Standort)    | Wohnhaus                              | Zweigeschossiger Krüppelwalmdachbau, 18. Jahrhundert                                                                     | D-6-75-113-37          | weitere Bilder |
| Kirchgasse 5 (Standort)    | Evangelisch-lutherische Pfarrkirche   | Saalbau mit polygonalem Chorabschluss, Ende 19. Jahrhundert                                                              | D-6-75-113-29 Wikidata | weitere Bilder |
| Pfarrgasse 1 (Standort)    | Hofanlage                             | Wohnhaus, zweigeschossiger Krüppelwalmdachbau aus Bruchsteinmauerwerk, bezeichnet „1831“                                 | D-6-75-113-32 Wikidata | weitere Bilder |
| Pfarrgasse 1 (Standort)    | Hofanlage                             | Scheune | D-6-75-113-32 Wikidata | weitere Bilder |
| Pfarrgasse 1 (Standort)    | Hofanlage                             | Nebengebäude | D-6-75-113-32 Wikidata | weitere Bilder |
| Rathausplatz 2 (Standort)  | Rathaus                               | Zweigeschossiger Satteldachbau mit Fachwerkobergeschoss und Rundbogiger Eingangstür, zweiläufige Treppe, 17. Jahrhundert | D-6-75-113-30 Wikidata | weitere Bilder |
| Rathausplatz 3 (Standort)  | Wohnhaus                              | Zweigeschossiger Halbwalmdachbau mit geohrten Fenster- und Türrahmungen, Eckpilaster, bezeichnet „1782“                  | D-6-75-113-39 Wikidata | weitere Bilder |
| Rathausplatz 4 (Standort)  | Bauernhaus                            | Zweigeschossiger Halbwalmdachbau, teils geohrte Fensterrahmungen, 18. Jahrhundert                                        | D-6-75-113-40 Wikidata | weitere Bilder |